# 第一級殺人弁護
『第一級殺人弁護』（だいいっきゅうさつじんべんご）は、中嶋博行による日本の小説の短編集。

## 収録作品
- 不法在留
- 措置入院
- 鑑定証拠
- 民事暴力
- 犯罪被害

## 書籍情報
- 単行本：講談社、1999年7月21日発売、ISBN 978-4-06-209636-2
- 文庫：講談社文庫、2002年7月15日発売、ISBN 978-4-06-273478-3

## テレビドラマ
2002年から2005年までテレビ朝日系で放送されたシリーズ。第3作は別枠（2005年3月19日の12:00 - 13:55）で関東地区のみの放送となり、関西地区での初放送は2007年9月10日の13:55 - 15:49に放送された。全3回。主演は風間トオル。
放送枠は「土曜ワイド劇場」（第1作・第2作）、「土曜サスペンス」（第3作）。

### キャスト

#### レギュラー
京森英二
演 - 風間トオル
京森法律事務所の弁護士。キャリアとしては駆け出し。自転車で駆けつける近場の仕事がメインであるため、事務所の経営はギリギリである。
京森桂子
演 - 古手川祐子（第1作）、吉本多香美（第2作・第3作）
英二の妻。元・神奈川県警生活安全課総務係長だった経歴がある。
立花由加里
演 - 森下涼子
京森法律事務所の事務員。
京森歩
演 - 斉藤舞花（第1作）、吉田桃花（第2作）、黒岩伶奈（第3作）
英二と桂子の娘。幼稚園児。

#### ゲスト
第1作「鑑定証拠」（2002年）
- 郷田淳一（郷田の息子） - 岡野進一郎
- 村岡則夫（無職の男） - 赤塚真人
- 大和田（検事） - 誠直也
- 今井富美恵 - 辻沢杏子
- 上沼静子（金融業者） - 三条泰子
- 宮野耕作 - 浜田学
- 沢口智美 - 山本麻生
- 北上敦 - 望月太郎
- 郷田常蔵（郷田エンタープライズ 会長） - 長谷川弘
- 寺田進 - 本村健太郎
- 谷津勲

第2作「被害者の妻と加害者の妻が争うビデオの謎」（2003年）
- 尾田作太郎（元荒物屋） - 田山涼成
- 宮野夏紀（宮野邦夫の妻） - 古川理科
- 国枝剛（宮野邦夫の手下） - 小林健
- 佐々木忠平（保険会社の顧問弁護士） - 山形恵介
- 遠井一郎（民事の交通事故の原告） - 本村健太郎
- 三木啓輔（裁判長） - 浜博文
- 尾田尚道（尾田と敦子の息子） - 小野寺拓海
- 尾田敦子（尾田の妻） - あき竹城
- 宮野直美 - 今泉野乃香
- 八重樫文子（左利き矯正教育の研究をしている先生） - 田口萌
- 英瑞江（レストランクラブ経営者） - 洞口依子
- 山崎満

第3作「下着トリックの謎」（2005年）
- 杉田綾子（杉田の妻） - 沖直未
- 永井聡（マリンバンク関内支店 支店長代理） - 相島一之
- 宇田達也 - 久保田篤
- 菅崎（部長刑事） - 森次晃嗣
- 馬さん - 本村健太郎
- 藤岡龍一（経営コンサルタント） - 平泉成
- 沖田房江（沖田クリーニング 店主） - 冨士眞奈美

### スタッフ
- 原作 - 中嶋博行『第一級殺人弁護』（講談社文庫）
- 脚本 - 吉田剛
- 監督 - 山本邦彦
- プロデューサー - 柳田博美（大映テレビ）、川西琢（大映テレビ）、塙淳一
- 制作 - テレビ朝日、大映テレビ

### 放送日程
| 話数 | 放送日        | サブタイトル                           | 脚本   | 監督     |
| ---- | ------------- | -------------------------------------- | ------ | -------- |
| 1    | 2002年6月08日 | 鑑定証拠                               | 吉田剛 | 山本邦彦 |
| 2    | 2003年6月28日 | 被害者の妻と加害者の妻が争うビデオの謎 | 吉田剛 | 山本邦彦 |
| 3    | 2005年3月19日 | 下着トリックの謎                       | 吉田剛 | 山本邦彦 |